# У тебя шнурки не завязаны
«У тебя шнурки не завязаны» (англ. Your Shoe’s Untied) — 21-я серия американского мультсериала «Губка Боб Квадратные Штаны». Данный эпизод создавался с конца 1999 по середину 2000 года и показан 17 февраля 2001 года на телеканале «Nickelodeon» в США, а в России — 21 апреля 2001 года.

## Сюжет
Губка Боб смотрит телевизор. Патрик врывается в дверь Боба, держа руки в новых кроссовках. Когда Губка Боб просит показать ему их на ногах, Патрик признаётся, что он не знает, как завязывать шнурки. Губка Боб говорит, что он научит Патрика, развязывая его собственные ботинки, чтобы продемонстрировать. Однако попытки Губки Боба связать их снова заканчиваются неудачей. Губка Боб напоминает Патрику, что он опаздывает на что-то, и Патрик выбегает из ананаса, говоря, что им придётся отложить «урок». Губка Боб сталкивается с осознанием того, что он не может вспомнить, как завязать свои ботинки, поскольку они остались связанными с тех пор, как началась его жизнь.
На следующий день, когда хороший ночной сон не помогает ему восстановить память, он решает отложить эту проблему на время и приступить к работе. Однако перемещение представляет собой проблему, поскольку Губка Боб спотыкается о свои развязанные шнурки на каждом шагу по пути к «Красти Крабу». С трудом прибыв в ресторан, он замечает Патрика и, не желая выглядеть глупо перед ним, стучит ногами по половицам так, чтобы Патрик не мог их видеть. Патрик же думает, что Боб сел на диету. На кухне Губка Боб делает крабсбургер и пытается подойти миллиметр за миллиметром к Сквидварду, чтобы отдать заказ, но это не срабатывает. Сделав один осторожный шаг вперёд, он спотыкается и случайно выбрасывает крабсбургер в рот Сквидварда. Эта неудача повторяется много раз, из-за чего Сквидвард становится толстым из-за крабсбургеров, что заставляет клиентов сердиться. Мистер Крабс, занятый разгадыванием кроссворда в туалете, слышит, как недовольные клиенты уходят в «Помойное ведро». Он вырывается в нижнем белье и требует знать, почему его клиенты ушли. Сквидвард с трудом отвечает, что во всём виноват Губка Боб, и мистер Крабс призывает Губку Боба явиться. Чувствуя стыд, Губка Боб говорит мистеру Крабсу, что он не может вспомнить, как завязать ботинки, и просит его о помощи. Однако Мистер Крабс напоминает ему, что не носит обуви. В отчаянии, Губка Боб начинает спрашивать любого, кого он может найти, знают ли они, как завязать шнурки. Он никого не находит и кричит. Крики Губки Боба вызывают Летучего Голландца — Голландец уже три тысячи лет удерживает титул чемпиона по завязыванию узлов и уверен, что сможет научить Губку Боба кое-чему об узлах. Он демонстрирует различные узлы возрастающей сложности, но дело заходит в тупик, когда Губка Боб просит завязать шнурки. Голландец признаётся, что ему не нужно завязывать шнурки, так как, будучи призраком, у него больше нет ног (однако этот факт не мешает ему наслаждаться ношением носка на его призрачном хвосте).
Грустный Губка Боб тащится домой, думая, что его ботинки навсегда останутся развязанными, но Гэри, к его удивлению, завязывает ему шнурки. Поражённый этим Губка Боб спрашивает Гэри, где он научился их завязывать. Гэри открывает проигрыватель под своей раковиной и ставит пластинку с песней про шнурки «Loop de Loop», которая и учит Губку Боба, как правильно завязывать шнурки.

## Роли
- Том Кенни — Губка Боб, Гэри, обезьяна
- Билл Фагербакки — Патрик Стар
- Роджер Бампасс — Сквидвард
- Клэнси Браун — мистер Крабс
- Мистер Лоуренс — Гарольд, Том
- Сирена Ирвин — угорь
- Брайан Дойл-Мюррей — Летучий Голландец
- Патрик Пинни — пират на картине
- Группа: Ween — исполнение песни про шнурки

### Роли дублировали
- Сергей Балабанов — Губка Боб
- Юрий Маляров — Патрик
- Иван Агапов — Сквидвард
- Александр Хотченков — мистер Крабс
- Юрий Меншагин — Летучий Голландец, Том
- Вячеслав Баранов — Гарольд, пират на картине
- Лариса Некипелова — угорь, эпизоды
- Никита Прозоровский — исполнение песни про шнурки

## Производство
Серия «У тебя шнурки не завязаны» была написана Уолтом Дорном, Полом Тиббитом и Мерриуизер Уильямс; Том Ясуми взял роль анимационного режиссёра. Впервые данная серия была показана 20 октября 2000 года в Канаде, а уже через две недели в США, на телеканале «Nickelodeon».
C этой серии производство переключилось с традиционной рисованной анимации, использованной в первом сезоне, на цифровую рисованную — рисунки продолжают делаться от руки, а покраска происходит на компьютере. Пол Тиббит, ныне бывший сценарист и исполнительный продюсер мультсериала, в 2009 году сказал: «Первый сезон „Губки Боба“ был сделан старомодным способом, и каждая часть на плёнке должна была быть частично окрашена, оставлена сушиться, окрашена в какие-то другие цвета. Сейчас это всё ещё трудоёмкий аспект процесса, но в цифровом способе не так много времени, чтобы что-то исправить».
Песню про шнурки в конце серии исполнила рок-группа «Ween». До того, как «Губка Боб» вышел в эфир по телевидению, Стивен Хилленберг обратился к гитаристу группы Дину Уину с просьбой сочинить песню для шоу. Дин Уин сказал: «Хилленберг позвонил мне и сказал, что он был морским биологом, который решил сделать мультсериал о подводных морских существах, и что альбом „The Mollusk“ был точкой ориентира для него творчески — и мы хотели бы сделать песню для его шоу». Группа задумала песню и написала её примерно за три минуты.
Серия «У тебя шнурки не завязаны» была выпущена на DVD-диске «Lost at Sea» 4 марта 2003 года. Она также вошла в состав DVD «SpongeBob SquarePants: The Complete 2nd Season», выпущенного 19 октября 2004 года, и «SpongeBob SquarePants: The First 100 Episodes», выпущенного 22 сентября 2009 года и состоящего из всех эпизодов с первого по пятый сезоны мультсериала.

## Отзывы критиков
Серия «У тебя шнурки не завязаны» получила в целом положительные отзывы от поклонников мультсериала и критиков. На сайте «IMDb» серия имеет оценку 8,9/10.